# Midnight sun (sèrie de televisió)
Estrenada internacionalment com a Midnight sun (títol original en suec: Midnattssol i en francès: Jour polaire) és una sèrie de televisió franco-sueca creada per Måns Mårlind i Björn Stein i emesa el 23 d'octubre de 2016 pel canal suec SVT i el 28 de novembre de 2016 pel francès Canal+.
La sèrie compta amb 8 capítols. De moment no hi ha notícies de més capítols per a una segona temporada.

## Argument
En ple estiu àrtic durant el qual el sol no s'arriba a pondre, la petita ciutat sueca de Kiruna, al nord del país, és colpejada pel misteriós i violent assassinat d'un home de nacionalitat francesa. La tinent de policia de la Direcció Central de la Policia Judicial de París, Kahina Zadi, és enviada a investigar el crim en col·laboració amb el fiscal Anders Harnesk i la policia local. La investigació s'anuncia llarga i laboriosa a l'afegir-se rituals del poble sami als assassinats i el problemes derivats del trasllat de la ciutat a causa de la mina a cel obert.

## Repartiment
- Leïla Bekhti com a Kahina Zadi, tinent de policia de la Direcció Central de la Policia Judicial.
- Peter Stormare com a Rutger Burlin, fiscal encarregat de la investigació.
- Gustaf Hammarsten com a Anders Harnesk, assistent del fiscal.
- Karolina Furberg com a Jessika Harnesk, esposa del fiscal Anders Harnesk
- Philippe du Janerand com a Éric Tardieu, enginyer francès que va treballar al Centre Espacial Nòrdic.
- Jessica Grabowsky com a Jenny Ann, geòloga de KLMC.
- Richard Ulfsäter com a Thor, pilot d'helicòpter.
- Jakob Hultcrantz Hansson com a Thorndahl
- Olivier Gourmet com a Alain Gruard
- Denis Lavant com a Pierre Carnot
- Oscar Skagerberg com a Kristoffer Hanki
- Editha Domingo com a Mabée
- Malin Persson com a Linnea
- Anna Azcárate com a Kajsa Burlin
- Pelle Heikkilä com a Marko Helsing
- Albin Grenholm com a Kimmo
- Göran Forsmark com a Sparen
- Rodolphe Congé com a Benoît
- Iggy Malmborg com a Eddie
- Jeremy Corallo com a Nadji
- Maxida Märak com a Evelina Geatki